# Oficina 610
La Oficina 610 fue una agencia de seguridad en la República Popular China. Nombrada por la fecha de su creación, el 10 de junio de 1999, fue establecida con el propósito de coordinar e implementar la persecución de Falun Gong. Debido a que fue una oficina del Partido Comunista dirigida sin mandato legal formal, fue a veces descrita como una organización extralegal. La Oficina 610 fue el brazo de implementacióndel Grupo Líder Central para Lidiar con Falun Gong (GLCLF), también conocido como el Grupo Central de Liderazgo sobre el Tratamiento de las Religiones Heréticas. En marzo de 2018, la oficina fue reorganizada y sus funciones delegadas a la Comisión Central de Asuntos Políticos y Jurídicos y el Ministerio de Seguridad Pública.
La oficina central 610 estuvo tradicionalmente encabezada por un miembro de alto rango del Comité Permanente del Politburó del Partido Comunista, y frecuentemente dirigió otros órganos del Estado y del partido en la campaña anti Falun Gong. Estuvo estrechamente asociado el poderoso Comité de Asuntos Políticos y Legislativos del Partido Comunista. Oficinas 610 locales fueron también establecidas en provincias, distritos, municipios y a nivel de barrio, y su número llegó a rondar aproximadamente 1.000 en el país.
Las funciones principales de las Oficinas 610 fueron coordinar propaganda anti-Falun Gong, la vigilancia y la recopilación de inteligencia y la "reeducación" de los adherentes a Falun Gong. La oficina está presuntamente involucrada en la sentencia extrajudicial, la reeducación coercitiva, la tortura y a veces la muerte de practicantes de Falun Gong.
Desde 2003, la misión de la Oficina 610 se fue ampliando para incluir a otros grupos religiosos y de qigong considerados heréticos o nocivos por el Partido Comunista (PCCh), aunque Falun Gong siguió siendo su principal prioridad.

## Antecedentes

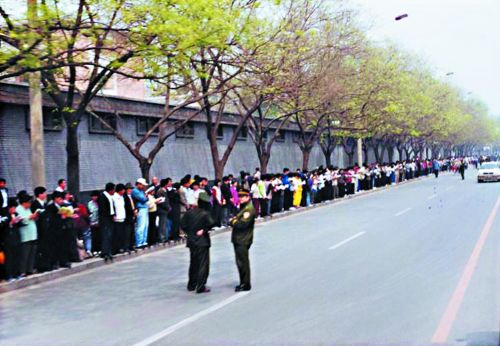
Los practicantes de Falun Gong se manifiestan fuera del complejo gubernamental de Zhongnanhai en abril de 1999 para solicitar el reconocimiento oficial.

Falun Gong, también conocido como Falun Dafa, es una forma de práctica espiritual de qigong que implica meditación, ejercicios de energía y una filosofía moral basada en la tradición budista. La práctica fue introducida por Li Hongzhi en el Noreste de China en la primavera de 1992, hacia el fin del "boom del qigong" en China China.
Falun El gong inicialmente disfruto de un soporte oficial considerable durante los años iniciales de su desarrollo, y acumuló un grupo de millones de seguidores. Sin embargo, a mediados de la década de 1990, las autoridades chinas trataron de frenar la influencia de las prácticas de qigong, promulgando requisitos más estrictos sobre las diversas denominaciones de qigong del país.  En 1996, posiblemente en respuesta a la creciente presión para formalizar los lazos con el partido-estado, Falun Gong solicitó retirarse de la asociación estatal de qigong.  Tras esta ruptura de vínculos con el estado, el grupo fue objeto de crecientes críticas y vigilancia por parte del aparato de seguridad y el departamento de propaganda del país. Se prohibió la publicación de los libros de Falun Gong en julio de 1996, y los medios de comunicación estatales comenzaron a criticar al grupo como una forma de "superstición feudal", cuya orientación "teísta" estaba en desacuerdo con la ideología oficial y la agenda nacional.
El 25 de abril de 1999, más de 10.000 aderentes de Falun Gong se manifestaron tranquilamente cerca del recinto del gobierno de Zhongnanhai para solicitar el reconocimiento oficial y poner fin al creciente hostigamiento contra ellos. El zar de seguridad y miembro del politburó Luo Gan fue el primero en llamar la atención sobre la multitud. Luo habría llamado al secretario general del Partido Comunista Jiang Zemin, y exigió una solución decisiva al problema de Falun Gong.
Un grupo de cinco representantes de Falun Gong presentaron sus demandas al entonces-Premier Zhu Rongji y, aparentemente satisfecho con su respuesta, el grupo se dispersó pacíficamente.  Sin embargo, se informó de que Jiang Zemin estaba profundamente enojado por el evento y expresó su preocupación por el hecho de que varios burócratas de alto rango, funcionarios del Partido Comunista y miembros de la clase militar habían tomado Falun Gong. Esa noche, Jiang difundió una carta a través de las filas del Partido ordenando que Falun Gong debía ser aplastado.

## Organización

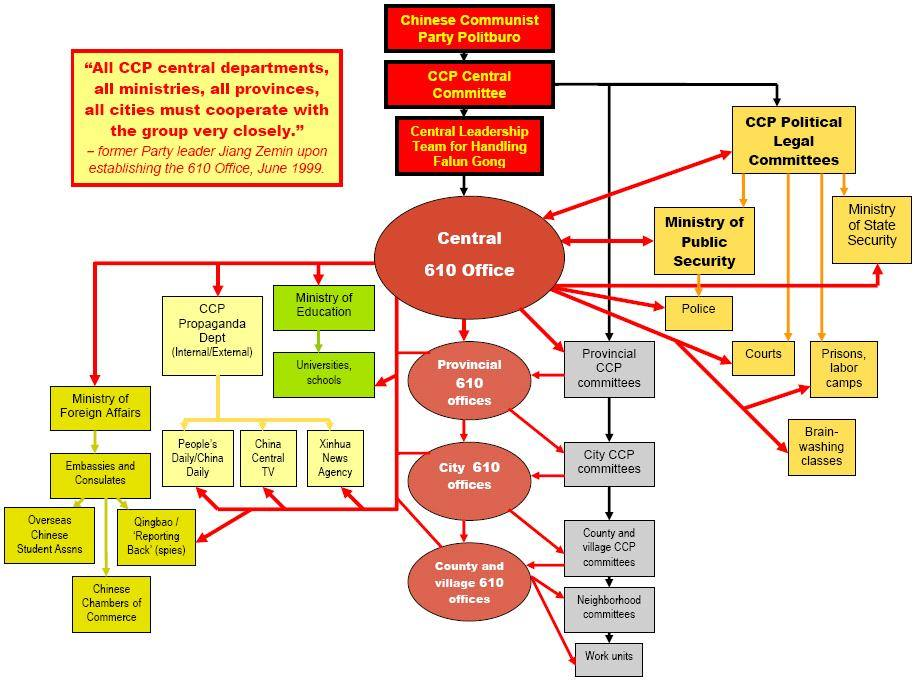
Organigrama de la Oficina 610.

El 7 de junio de 1999, Jiang Zemin convocó una reunión del Politburó para abordar la cuestión de Falun Gong. En la reunión, Jiang describió a Falun Gong como una grave amenaza a la autoridad del Partido Comunista "algo sin precedentes en el país desde su fundación hace 50 años"—y ordenó la creación de un grupo principal especial dentro del comité Central del partido para "prepárase para el trabajo de desintegración de [Falun Gong]."
El 10 de junio, se creó la Oficina 610 para que se encargara de la coordinación diaria de la campaña contra Falun Gong. Luo Gan fue seleccionado para dirigir la oficina, cuya misión en ese momento se describió como el estudio, la investigación y el desarrollo de un "enfoque unificado… para resolver el problema de Falun Gong." La oficina no se creó con ninguna ley, y no hay disposiciones que describan su mandato preciso. Sin embargo, fue autorizado "para tratar con los organismos centrales y locales, del partido y del estado, que fueron llamados a actuar en estrecha coordinación con esa oficina", según el profesor de UCLA James Tong.
El 17 de junio de 1999, la Oficina 610 pasó a formar parte del recién creado Grupo Directivo Central para el Manejo del Falun Gong, encabezado por Li Lanqing, miembro del Comité Permanente del Politburó. Otros cuatro directores adjuntos del Grupo Dirigente Central también ocuparon cargos de alto nivel en el Partido Comunista, incluido el ministro del departamento de propaganda, Ding Guangen. Los líderes de la Oficina 610 y el GLCLF fueron "capaces de llamar a altos funcionarios del gobierno y del partido a trabajar en el caso y aprovechar sus recursos institucionales", y tuvieron acceso personal al secretario general del Partido Comunista y al primer ministro.
El periodista Ian Johnson, cuya cobertura de la ofensiva contra Falun Gong le valió un Premio Pulitzer, escribió que el trabajo de la Oficina 610 era "movilizar a las organizaciones sociales competentes del país. Bajo órdenes de la Agencia de Seguridad Pública, iglesias, templos, mezquitas, periódicos, medios de comunicación, tribunales y policía todo se alinearon rápidamente detrás del plan simple del gobierno: para aplastar Falun Gong, no hay medidas demasiado excesivas. En pocos días una ola de arrestos arrasó China. A finales de 1999, los adherentes de Falun Gong estaban muriendo bajo custodia."

## Estructura
La Oficina 610 está dirigida por dirigentes de escalafón superior del Partido Comunista Chino, y el GLCLF que supervisa la Oficina 610 ha sido dirigida desde su creación, por un alto funcionario del Comité Permanente del Politburó. Una lista de Jefes de la Oficina 610, incluyendo su duración en aquella posición, incluye Li Lanqing (1999–2003), Luo Gan (2003–2007), Zhou Yongkang (2007–2012), Li Dongsheng (2013), Liu Jinguo (2013-2015), Fu Zhenghua (2015-2016), y más recientemente Huang Ming (2016).
La práctica de nombrar a las autoridades del Partido de más alto rango para dirigir el GLCLF y la Oficina 610 tenía por objeto garantizar que tuvieran más rango que otros funcionarios departamentales. Según James Tong, la Oficina 610 está situada "varios estratos administrativos" por encima de organizaciones como la Administración Estatal de Radio, Cine, y Televisión, la Agencia de Noticias Xinhua, Televisión Central de China, y la Oficina de Noticias y Publicaciones. La Oficina 610 desempeña la función de coordinar la cobertura mediática anti-Falun Gong en la prensa estatal, así como de influir en otros partidos y entidades estatales, incluidas las agencias de seguridad, en la campaña anti-Falun Gong.
Cook y Lemish especulan que la Oficina 610 fue creada fuera del sistema de seguridad estatal tradicional por varias razones: en primer lugar, varios oficiales de los organismos militares y de seguridad estaban practicando Falun Gong, lo que llevó a Jiang y a otros líderes del CPC a temer que estas organizaciones ya habían sido comprometidas silenciosamente; en segundo lugar, se necesitaba una organización ágil y poderosa para coordinar la campaña anti-Falun Gong; en tercer lugar, la creación de una organización de alto nivel del partido envió un mensaje a las filas de que la campaña anti-Falun Gong era una prioridad; y finalmente, los líderes del CPC no querían que la campaña anti-Falun Gong se viera obstaculizada por restricciones legales o burocráticas, y así establecieron la Oficina 610 extrajudicialmente.
Poco después de la creación de la Oficina central 610, se establecieron Oficinas 610 paralelas en cada nivel administrativo donde las poblaciones de practicantes de Falun Gong estaban presentes, incluyendo los niveles provinciales, distritos, municipales y en algún barrio. En algunos casos, las Oficinas 610 han sido establecidas dentro de universidades y grandes empresas. Cada oficina recibe órdenes de la Oficina 610 de un nivel administrativo superior, o de las autoridades del Partido Comunista en el mismo nivel organizativo. A su vez, las oficinas locales 610 influyen en los funcionarios de otros órganos estatales y de partidos, como las organizaciones de medios de comunicación, las oficinas locales de seguridad pública y los tribunales.
La estructura de la Oficina 610 se superpone con la Comisión de Asuntos Políticos y Legislativos del Partido Comunista Comité (PLAC). Tanto Luo Gan como Zhou Yongkang supervisaron simultáneamente el PLC y la Oficina 610.  Esta superposición también se refleja a nivel local, donde la Oficina 610 se alinea periódicamente con el PLAC local, a veces incluso compartiendo oficinas físicas.
Las Oficinas 610 a nivel local muestran variaciones menores en la estructura orgánica. Un ejemplo de cómo las delegaciones municipales están organizadas proviene de la ciudad de Leiyang en la provincia de Hunan.  Allí, la Oficina 610 consistió en 2008 de un "grupo compuesto" y un "grupo educativo." El grupo de educación estaba a cargo del "trabajo de propaganda" y la "transformación mediante la reeducación" de adherentes de Falun Gong.  El grupo compuesto estaba a cargo de tareas administrativa y de logística, recopilación de información, y la protección de información confidencial.
James Tong escribió que la decisión del Partido de ejecutar la campaña anti-Falun Gong a través del GLCLF y la Oficina 610 reflejó "un modelo de elección institucional del régimen" para utilizar "comités para esto en lugar de organismos permanentes, e invirtieron poder en la cúpula del partido en lugar de burocracias estatales funcionales."

### Reclutamiento
Se sabe relativamente poco sobre los procesos de contratación para 610 oficinas locales. En los raros casos en que se disponía de esa información, funcionarios de la 610 parecían proceder de otras agencias del partido o del estado (como el personal del Comité Político y Legislativo o las Oficinas de Seguridad Pública). Hao Fengjun, un desertor y exoficial de la oficina 610 en la ciudad de Tianjin, era uno de esos oficiales. Hao anteriormente había trabajado para la Agencia de Seguridad Pública en Tianjin, y figuraba entre los funcionarios seleccionados para ser adscritos a la recién creada Oficina 610. Según Hao, pocos oficiales se ofrecieron como voluntarios para un puesto en la Oficina 610, por lo que las selecciones se hicieron a través de un sorteo aleatorio. Algunas Oficinas 610 llevan a cabo sus propias actividades de contratación para atraer personal con títulos universitarios.

### Sistema de responsabilidad

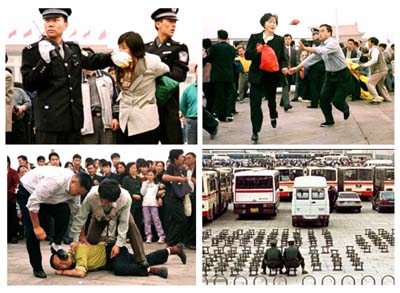
Practicantes de Falun Gong siendo arrestados en la Plaza de Tiananmen después de la prohibición. La Oficina 610 impuso multas punitivas a funcionarios locales para impedir las protestas de Falun Gong en la plaza..

Para garantizar el cumplimiento de las directivas del Partido contra Falun Gong, las oficinas 610 implementaron un sistema de responsabilidad que se extendió hasta los niveles populares de la sociedad. En virtud de este sistema, los funcionarios locales fueron considerados responsables de todos los resultados relacionados con Falun Gong bajo su jurisdicción, y se impuso un sistema de multas punitivas a las regiones y funcionarios que no persiguieron adecuadamente a Falun Gong. "Esto mostró que, en vez de crear un sistema moderno para gobernar China, el gobierno todavía confiaba para este proposito en un mosaico de edictos, órdenes y conexiones personales", escribió Johnson.
Un ejemplo de este sistema de responsabilidad fue mostrado en el manejo de los manifestantes que viajaron a Beijing en los primeros años de la persecución. Después de que la persecución de Falun el gong empezó en 1999, centenares de practicantes de Falun Gong viajaron diariamente a la Plaza de Tiananmen o a oficinas de petición en Beijing para apelar por sus derechos.  A raíz del flujo de manifestantes en la capital, la central de la Oficina 610  responsabilizó a las autoridades locales de garantizar que nadie de su región fuera a Beijing. "El gobierno provincial multó a alcaldes y cabezas de condados por cada practicante de Falun  Gong de su distrito que fue a Beijing," escribió Johnson. Los alcaldes y dirigentes de condado entonces multaron a los jefes de su oficinas 610 locales o sucursales PLAC, que a su vez multó a los jefes del pueblo, que multó a la policía. La policía sancionó a los practicantes de Falun Gong y regularmente les exigió dinero para recuperar los costos. Johnson escribió que "Las multas eran ilegales; nunca se ha promulgado ninguna ley o reglamento por escrito que las enumere." Funcionarios gubernamentales los anunciaron solo oralmente en reuniones. " nunca iba a haber nada por escrito porque no querían que se hiciera público", dijo un funcionario a Johnson.

## Funciones

### Vigilancia e inteligencia
La vigilancia de los practicantes de Falun Gong y la recopilación de información figuran entre las principales funciones de 610 oficinas. A nivel local, esto implica monitorear lugares de trabajo y residencias para identificar a los practicantes de Falun Gong, haciendo visitas diarias a las casas de practicantes de Falun Gong conocidos (o "registrados"), o coordinar y supervisar el seguimiento las 24 horas del día de los practicantes. La Oficina 610 no realiza necesariamente la vigilancia directamente; en cambio,  ordena a autoridades locales para hacerlo, e informa periódicamente a la Oficina 610. Las Oficinas 610 de nivel básico transmiten la información que han reunido en la cadena operacional a la Oficina 610 por encima de ellas. En muchos casos, la vigilancia está dirigida hacia practicantes de Falun  Gong que anteriormente se habían retractado de la práctica mientras estaban en prisión o en campos de trabajo, y tiene por objeto prevenir la "reincidencia."
Los esfuerzos de recopilación de inteligencia de la Oficina 610 se refuerzan mediante el crecimiento de informantes civiles pagados. Se ha descubierto que las oficinas 610 locales ofrecen importantes recompensas monetarias por la información que conduce a la captura de practicantes de Falun Gong, y se han creado líneas telefónicas de emergencia de 24 horas para que los civiles informen sobre las actividades relacionadas con Falun Gong. En algunos lugares, se promulgan "medidas de responsabilidad" en virtud de las cuales los lugares de trabajo, las escuelas, los comités vecinales y las familias deben rendir cuentas del seguimiento y la presentación de informes sobre los practicantes de Falun Gong en sus filas
Además de la vigilancia nacional, la Oficina 610 está presuntamente involucrada en actividades de inteligencia extranjera. Hao Fengjun, el exoficial 610 convertido en desertor de Tianjin, testificó que su trabajo en la Oficina 610 involucraba la recopilación y análisis de informes de inteligencia sobre poblaciones de Falun Gong en el extranjero, incluyendo en los Estados Unidos, Canadá y Australia.
En 2005, un agente chino que trabajaba con la embajada china en Berlín reclutó a un practicante alemán de Falun Gong, el Dr. Dan Sun, para que actuara como informante. El agente habría organizado una reunión para Sun con dos hombres que supuestamente eran eruditos de la medicina china interesados en investigar a Falun Gong, y Sun accedió a pasarles información, aparentemente con la esperanza de mejorar su comprensión de la práctica. Los hombres eran de hecho agentes de alto rango de la 610 Oficina en Shanghái. Sun sostuvo que no tenía conocimiento de que los hombres con los que se relacionaba eran agentes de inteligencia chinos, pero debido a que cooperó con ellos, fue condenado por espionaje en 2011. Según Der Spiegel, el caso demostró "cuán importante es la lucha [Falun Gong] para el gobierno [chino]" y "apunta al enfoque extremadamente ofensivo que a veces está siendo adoptado por las agencias de inteligencia chinas."

### Propaganda
La propaganda es una de las funciones básicas de la Oficina 610, tanto a nivel central como local. El GLCLF incluye miembros de alto rango del departamento de propaganda del Partido Comunista, incluyendo el ministro de propaganda y Jefe adjunto del Grupo Directivo Central sobre Propaganda y Trabajo Ideológico. Esto, junto con la posición organizativa de la Oficina 610 por encima de los principales órganos de noticias y propaganda, le da suficiente influencia para dirigir los esfuerzos de propaganda anti-Falun Gong a nivel central.
Tong señala que los primeros "ataques propagandísticos" contra el Falun Gong se lanzaron en los principales periódicos estatales a finales de junio de 1999, poco después de la creación de la oficina 610, pero antes de que se anunciara oficialmente la campaña contra Falun Gong. El esfuerzo fue supervisado por Ding Guangen en su calidad de líder adjunto del Grupo Líder Central para Lidiar con Falun Gong y jefe de propaganda del país. Los ataques mediáticos iniciales contenían solo referencias veladas e indirectas a Falun Gong, y su contenido apuntaba a ridiculizar la "superstición" y ensalzar las virtudes del ateísmo. En las semanas previas al lanzamiento oficial de la campaña, el GLCLF y la Oficina 610 se pusieron a trabajar en la preparación de un gran número de libros, editoriales y programas de televisión que denuncian al grupo, el cual fue hecho público después del 20 de julio de 1999 cuándo la campaña contra Falun Gong  empezó oficialmente.
En los meses siguientes a julio de 1999, David Ownby escribe que el aparato mediático del país "estaba produciendo cientos de artículos, libros y reportajes televisivos contra Falun Gong. El público chino no había sido testigo de tal exceso desde el apogeo de la Revolución Cultural." La propaganda estatal inicialmente utilizó el atractivo del racionalismo científico para argumentar que la visión del mundo de Falun Gong estaba en "completa oposición a la ciencia" y al comunismo; el Diario del Pueblo afirmó el 27 de julio de 1999 que "era una lucha entre el teísmo y el ateísmo, la superstición y la ciencia, el idealismo y el materialismo." Otra retórica aparecida en la prensa estatal se centró en acusaciones de que Falun Gong había engañado a los seguidores y era peligroso para la salud. Para hacer la propaganda más accesible a las masas, el gobierno publicó cómics, algunos de los cuales comparó al fundador de Falun gong con Lin Biao y Adolf Hitler.
La Oficina Central 610 también dirige a las Oficinas 610 locales a llevar a cabo trabajo de propaganda contra Falun Gong. Esto incluye trabajar con los medios de comunicación locales, así como llevar a cabo campañas de base para "educar" a públicos en escuelas y universidades, empresas estatales y empresas sociales y comerciales. En 2008, por ejemplo, la Oficina Central 610 emitió una directriz para realizar una labor de propaganda destinada a impedir que Falun Gong "interfiriera" con los Juegos Olímpicos de Beijing. La campaña fue referenciada en sitios web gubernamentales en todas las provincias chinas.

### Reeducación y detención

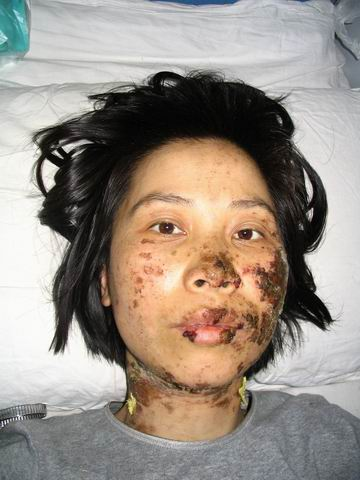
Gao Rongrong, una practicante de Falun Gong de la provincia de Liaoning, fue presuntamente torturada hasta la muerte mientras estaba detenida en 2005.

Las oficinas 610 trabajan con las agencias de seguridad locales para monitorizar y capturar a los adherentes a Falun Gong, muchos de los cuales son sentenciados administrativamente a campos de reeducación a través del trabajo (RTL), o, si continúan practicando y abogando por Falun Gong, sentenciados a prisión. El número de adherentes a Falun Gong detenidos en China se estima en cientos de miles; en algunas instalaciones, los practicantes de Falun Gong son mayoría.
Las Oficinas 610 de toda China mantienen una red informal de instalaciones de "transformación a través de la reeducación". Estas instalaciones son utilizadas específicamente para la reprogramación ideológica de practicantes de Falun Gong, bajo coacción física y mental para que renuncien a Falun Gong. En 2001, la Oficina central 610 empezó a ordenar a "todos comités de barrio, compañías e instituciones estatales" para empezar a utilizar las instalaciones de transformación. Ningún practicante de Falun Gong fue perdonado, incluyendo estudiantes y ancianos. El mismo año, la Oficina 610 habría dado órdenes de que los que practican activamente Falun Gong deben ser enviados a prisiones o campos de trabajo, y quienes no renunciaron a su creencia en Falun Gong estaban socialmente aislados y supervisados por familias y empresarios.
En 2010, el Oficina central 610 inició una campaña de tres años para intensificar la "transformación" de practicantes conocidos de Falun Gong. Documentos de Oficinas locales 610 a través del país revelaron los detalles de la campaña,que implicaba el establecimiento de cuotas de transformación, y requería que las autoridades locales tomaran por la fuerza a los practicantes de Falun Gong en sesiones de transformación a través de la reeducación. Si no se retractaban de su práctica, los practicantes serían enviados a campos de trabajo.
Además de prisiones, campamentos de trabajo e instalaciones de transformación, la Oficina 610 puede obligar arbitrariamente a los practicantes de Falun Gong mentalmente sanos a ingresar en centros psiquiátricos. En 2002,  se estimó que aproximadamente 1.000 adherentes de Falun Gong eran mantenidos contra su voluntad en hospitales mentales, donde los informes de abuso eran comunes.

### Interferencia en sistema legal
La mayoría de practicantes de Falun Gong detenido están sentenciados administrativamente a reeducación a través de campamentos de trabajo, aunque varios millares ha sido condenado a sentencias más largas en prisiones, a menudo bajo el cargo de "utilizar una organización herética para socavar la aplicación de la ley"—una disposición vagamente redactada que a menudo conlleva condenas de más de diez años.
Abogados de derechos humanos chinos han acusado que la Oficina 610 de interferir regularmente con casos legales que involucran a practicantes de Falun Gong, subvirtiendo la capacidad de los jueces para fallar independientemente. El abogado Jiang Tianyong ha señalado que los casos en los que los acusados son practicantes de Falun Gong son decididos por las oficinas locales 610, en lugar de recurrir a las normas legales. En noviembre de 2008, dos abogados que trataban de representar a los practicantes de Falun Gong en Heilongjiang observaron que el juez que presidía el caso se había reunido con agentes de la Oficina 610. Otros abogados, incluyendo Gao Zhisheng, Guo Guoting y Wang Yajun han alegado que la Oficina 610 interfirió con su capacidad para reunirse con clientes de Falun Gong o defenderlos en la corte.
Los documentos oficiales apoyan la alegación de interferencia por la Oficina 610. En 2009, dos documentos separados de la provincia de Jilin y la provincia de Liaoning describen cómo los casos legales contra los practicantes de Falun Gong deben ser aprobados o auditados por la Oficina 610. La proximidad organizativa de la Oficina 610 al Comité Político y Judicial del CPC le permite ejercer mejor influencia en el tribunal Supremo del Pueblo y El Ministerio de Justicia, tanto a nivel central como con sus homólogos a nivel local.

## Alegaciones de tortura y asesinato
Varias fuentes han informado de que oficiales de la Oficina 610 han participado en la tortura de adherentes de Falun Gong detenidos u ordenado su ejecución. En una carta a los líderes chinos en 2005, el prominente abogado de derechos humanos Gao Zhisheng relató que oficiales de la Oficina 610 golpearon y agredieron sexualmente a practicantes de Falun Gong: «De todos los relatos reales de increíble violencia que he oído, de todos los registros de tortura inhumana del gobierno a su propia gente, lo que más me ha sacudido es la práctica rutinaria de la Oficina 610 y la policía de agredir genitales de mujeres», escribió Gao. El desertor Hao Fengjun describió haber sido testigo de cómo uno de sus colegas de la Oficina 610  golpeó a una anciana practicante de Falun Gong con una barra de hierro. El informe de 2009 del Relator Especial de las Naciones Unidas sobre Ejecuciones Extrajudiciales transmitió denuncias de que la Oficina 610 estaba involucrada en las muertes por tortura de practicantes de Falun Gong antes de los Juegos Olímpicos de Beijing de 2008.
Ian Johnson, del Wall Street Journal, informó en 2000 que los practicantes de Falun Gong fueron torturados hasta la muerte en instalaciones de "transformación-por-reeducación" administradas por la Oficina 610. La oficina central 610 había informado a las autoridades locales de que podían utilizar cualquier medio necesario para impedir que los practicantes de Falun Gong viajaran a Beijing para protestar contra la prohibición—una orden que, según se ha informado, dio lugar a abusos generalizados durante la detención.

## Funciones ampliadas

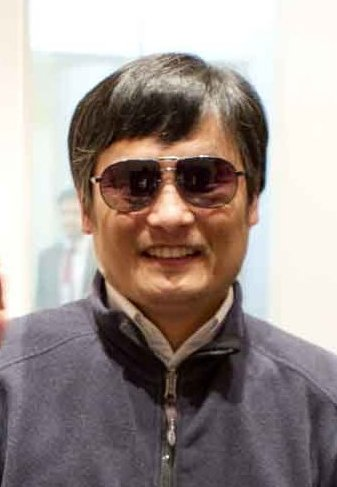
Chen Guangcheng, un abogado de derechos humanos conocido por su oposición a la práctica del aborto forzado, fue puesto bajo arresto domiciliario y controlado por personal de la Oficina 610.

En 2003, el nombre del Grupo Líder Central para Tratar con Falun Gong fue cambiado a "Grupo Líder Central para Tratar con Religiones Heréticas." Ese mismo año, su mandato se amplió para incluir la eliminación de otras 28 "religiones heréticas" y "prácticas nocivas de qigong". A pesar de que Falun Gong continúa siendo la preocupación primaria de la Oficina 610, hay pruebas de que las oficinas locales están dirigidas a miembros de otros grupos, algunos de los cuales se identifican como budistas o protestantes. Esto incluye vigilar a los miembros, hacer propaganda y detener y encarcelar a los miembros.
En algunos casos, la Oficina 610 desempeña funciones no relacionadas con la vigilancia y persecución de religiones no reconocidas. Por ejemplo, the Economist informó que los agentes de la Oficina 610 estuvieron implicados en aplicar el arresto domiciliario de Chen Guangcheng, un abogado de derechos humanos ciego más conocido por su oposición a los  abortos forzados y esterilizaciones obligatorias.
En 2008, un nuevo conjunto de "grupos líderes" apareció con el mandato de "mantener la estabilidad". Se establecieron las correspondientes oficinas locales en todos los distritos de las principales ciudades costeras, con la tarea de "buscar" elementos anticomunistas. Las oficinas auxiliares para el mantenimiento de la estabilidad se superponen considerablemente con las oficinas locales 610, a veces compartiendo oficinas, personal y personal directivo.
Cook y Lemish escriben que la creciente dependencia de comités especiales como la Oficina 610 y las oficinas de mantenimiento de la estabilidad puede indicar que los líderes del Partido Comunista tienen la sensación de que los servicios de seguridad estatal existentes son ineficaces para satisfacer sus necesidades. «El hecho de que estos funcionarios dependan cada vez más de fuerzas de seguridad más arbitrarias, extralegales y personalizadas para proteger su poder no sólo es un mal augurio para el historial de derechos humanos de China. También amenaza la estabilidad de la política interna del PCCh en caso de que el trabajo de la oficina 610 se politice», escriben.

## Reorganización o desaparición en 2018
El 19 de marzo de 2018, mediante la publicación de un documento de fecha 21 de marzo, se anunció la supresión de la Oficina 610 y la transferencia de sus funciones a la Comisión Central de Asuntos Políticos y Jurídicos y al Ministerio de Seguridad Pública. El académico de Hong Kong Edward Irons informó en febrero de 2019 que lo que había sido "abolido" era la Oficina Central 610, mientras que las oficinas locales seguían activas. El estudioso también observó que la reorganización reforzó, en lugar de suavizar, la represión de los grupos religiosos prohibidos, y que otra estructura del Ministerio de Seguridad Pública, la Oficina Anti-xie-Jiao del Ministerio de Seguridad Pública (公 安 部 反 邪 教 局: xiejiao es un término a menudo traducido como "cultos" o "cultos del mal" pero Irons y otros estudiosos prefieren la traducción "enseñanzas heterodoxas", que siempre fue paralelo pero separado de la Oficina 610, también continúa sus actividades independientes.